# Iacopo Rusticucci
Iacopo Rusticucci va ser un polític florentí del segle xiii, militant de la facció dels güelfs. D'orígens humils en una família de la baixa noblesa florentina, va adquirir gran fortuna i prominència com a polític i diplomàtic. Rusticucci era un diplomàtic actiu entorn el 1255 quan Florència va estendre el seu poder sobre les ciutats veïnes de Pistoia, Siena, i Pisa. També va servir com a capitano del popolo a Arezzo el 1258. Rusticucci apareix entre els sodomites al setè cercle de l'Infern, la primera part de La Divina Comèdia de Dante Alighieri. Allí conversa amb Dant, culpant la seva esposa de la seva sodomia, i preguntant sobre la situació de Florència.